# Ragnar Höistad
Ragnar Höistad, född 1913, död 2002, var filosofie doktor och rektor för Katedralskolan i Uppsala 1962-78. 
Ragnar Höistad var klassiskt bildad i grekiska och latin. 1948 doktorerade han på avhandlingen "Cynic Hero and Cynic King: Studies in the Cynic Conception of Man", Lund 1948. 234 sidor. Avhandlingen anses ha ett mycket stort värde bland sakkunniga.